# ヴェルナー・リーブリッヒ
ヴェルナー・リーブリッヒ（Werner Liebrich, 1927年1月18日 - 1995年3月20日）は、ドイツ出身の元サッカー選手、サッカー指導者。ポジションはDF。

## 経歴
西ドイツ代表として1954年のFIFAワールドカップ・スイス大会で初優勝した当時の中心選手の一人。WMシステムのセンターハーフ（現在のセンターバック）を務め守備面で貢献した。また同大会1次リーグ第2戦のハンガリー戦で相手エースのフェレンツ・プスカシュの足首を負傷させた事でも知られる。この行為は、西ドイツ優勝の大きな要因の一つとなったが、様々な物議を醸した。
クラブレベルでは1.FCカイザースラウテルンに在籍し、1951年と1953年のドイツ選手権制覇に貢献し、現役引退後の1964年から1965年まで同クラブのコーチを務めていた。
1995年3月20日に故郷のカイザースラウテルンで死去、68歳没。